# Partage des connaissances
Le partage des connaissances est une des dimensions de la gestion des connaissances au sein d'une organisation. La mise en œuvre de l'accès aux connaissances dans une organisation est un facteur clef permettant aux individus de se les approprier afin de les mettre au service de l'organisation.
Par exemple, la mise en place d’un référentiel des connaissances au sein de l'intranet permet la formation des nouveaux arrivants dans une organisation. De même pour les acteurs en place, la mise en commun de cours de formation en ligne par l’intermédiaire d’un référentiel des connaissances, et la possibilité d’y accéder à tout moment, est un facteur de sécurisation tant à court terme (capacité à intégrer tout nouveau concept) qu'à plus long terme (capacité à évoluer par auto-formation).

## Dimensions
L'exploitation des connaissances passe par cinq opérations : identification, création, stockage, partage et utilisation.
Le partage des connaissances se concentre sur les outils de partage et d'utilisation des connaissances mises à disposition dans une organisation ou à l’extérieur de celle-ci.

### Transfert de connaissances
Le transfert de connaissances dans les domaines du développement organisationnel et de l’apprentissage organisationnel est le problème pratique de la transmission de données d’une partie de l’organisation à une autre (ou aux autres) partie(s).
- éventuellement à mettre en forme et échanger ce savoir par le biais du système de la Communauté de pratique[1]

- à diffuser ce savoir au sein de l'organisation, notamment (mais pas seulement) par des moyens informatiques[2].

### Sécurité & protection
La confidentialité est un volet essentiel de la protection des connaissances :
- C’est le seul moyen de protection des savoir-faire et inventions non brevetables.
- La rupture de confidentialité d’une invention avant le dépôt d’une demande de brevet détruit la nouveauté de cette invention, et empêche toute protection par le brevet.

La problématique du respect de la confidentialité doit donc se trouver au cœur de toutes les décisions et mesures prises par chaque entreprise pour assurer la protection de ses innovations et connaissances. Ainsi, dès le moment où on utilise un système de gestion de connaissances, toute entité ayant vocation à y participer doit s’interroger sur la gestion de la confidentialité de ses informations stratégiques.

#### Acteurs concernés
Salariés, stagiaires, intérimaires, personnel détaché
Les salariés de l’entreprise ayant accès aux informations stratégiques et/ou aux innovations doivent être tenus d’une obligation de confidentialité renforcée. C’est aussi recommandé pour les stagiaires, intérimaires, mais aussi pour les membres du personnel détachés d’une autre entreprise ou organisation ayant accès aux informations confidentielles. L’obligation de confidentialité doit s’imposer aux salariés tant durant leur contrat de travail, qu’après la fin de celui-ci.
Or, les règlements intérieurs ne s’appliquent pas à ce personnel externe, qui devra donc signer des accords spécifiques de confidentialité.
Prestataires, sous-traitants et autres personnes externes à l’entreprise
À chaque fois qu’il existe un risque qu’un sous-traitant puisse accéder, de par les missions qui lui sont confiées, à certaines informations confidentielles, il convient de lui imposer une obligation de confidentialité, tant pour la durée du contrat de prestations ou de sous-traitance qu’après la fin de celui-ci.

#### Moyens de protection de la connaissance
Engagements contractuels de confidentialité
Le moyen le plus efficace d’imposer une obligation de confidentialité est de faire souscrire un engagement contractuel de confidentialité. Il peut s’agir de clauses de confidentialité intégrées dans des accords plus larges, tels que contrats de travail ou contrats de sous-traitance, ou bien d’engagements spécifiques.
Système de sécurité
Le respect de la confidentialité de ses informations et innovations passe également par la mise en place d’un système de sécurité d’entreprise efficace, c’est-à-dire dans la mise en place de mesures physiques de sécurité, destinées à limiter et/ou contrôler l’accès aux informations confidentielles. Par exemple, avec accès restreint aux archives ou mesures de sécurité électroniques.
Charte de confidentialité dans l’entreprise
Outre les obligations de confidentialité, généralement prévues dans les contrats de travail, une charte de confidentialité peut être utilement mise en place au sein des entreprises.
Elle décrit les règles que les salariés doivent respecter dans le traitement des informations sous toutes leurs formes (documents papier, documents électroniques, informations orales).
Traçabilité de l’information confidentielle
La traçabilité de l’information confidentielle renforce le contrôle par marquage (suivi des accès et modifications) avec une liste de toutes les informations confidentielles affectées, la forme de la communication, le destinataire, et l’usage éventuellement autorisé de l’information par ce dernier.

## Outils
Différents outils, souvent simples, certains gratuits, fournissent des méthodologies de gestion des connaissances. C'est le cas des outils de syndication et des agrégateurs de flux RSS, des technologies Push/Pull ou encore des outils de social bookmarking.

### Au sein d'une organisation
Une grande diversité de familles d'outils se réclament de la gestion des connaissances. Il est intéressant d'apprécier leurs aptitudes respectives par rapport à des aspects liés au contenu manipulé unitairement (par exemple document, fiche, rubrique typée, etc.), à la modélisation autorisée (rubricage, ontologies, workflow, etc.), à l'interopérabilité (ouverture avec d'autres applications, web services), aux méta-données accessibles et gérables, à la dimension collaborative, la prise en compte de la sécurité (droits, espaces de travail, communautés, forums, etc.), aux protocoles de gestion (configuration, confidentialité, composition, etc.). D'autres fonctionnalités de connaissances métrie liées au management des connaissances sont nécessaires pour, par exemple, apprécier la nature de la base de connaissances via diverses cartographies, les indicateurs de qualité, de fonctionnement et de pilotage.
Il existe de nombreux logiciels permettant de rassembler et ainsi d’échanger des connaissances entre différents utilisateurs. S'ils ont un intérêt commun, ils peuvent collaborer au sein des communautés de pratique. Ils présentent la capacité de créer différentes classes de connaissances, de relier les informations entre elles et de les retranscrire sur des cartes :
- plateformes collaboratives - par exemple Knowledge Plaza ;
- gestion des structures complexes de connaissances (terminologies, taxonomies, ontologies) - par exemple Mondeca ;
- gestion mixte des structures complexes de connaissances (rubriques, fiches, modèle, classifications, droits, versions, configurations, interopérabilités, pondérations, etc.) - par exemple Ardans ;
- weblogs (ou blogs informationnels) ;
- wikis conçus par excellence pour créer et partager de la connaissance ;
- banques de connaissances, bases de connaissances ;
- plateformes de formation en ligne (e-learning) ;
- logiciels de gestion de la relation client pour la gestion du portefeuille client ;
- de éditeurs de moteurs de recherche voire de logiciels de traduction se reconnaissent aussi dans cette discipline...
- foires du savoir

Il existe de nombreux outils de gestion des connaissances tels que les wiki, blogs et autres plateformes collaboratives cité au-dessus avec chacune leurs avantages et leurs inconvénients.

#### L’historique formatif ou learning history
- Si vous ne connaissez pas le sujet, laissez ce bandeau (vous pouvez alors contacter les auteurs).
- Si vous supprimez le contenu mis en cause (vous pouvez préalablement contacter les auteurs),

argumentez précisément cette suppression dans la page de discussion
(un manque de référence n'est pas un argument ; une recherche réelle de référence doit avoir été effectuée, être formellement documentée).
L'historique formatif est un document qui récite les événements cruciaux qui ont marqué le passé récent de l’entreprise. Il a pour objectif de favoriser une réflexion collective sur l'expérience passée d'une entreprise afin d'engendrer chez les salariés un dynamisme dans leurs actions et idées. Il s’inspire du « récit collectif » où les tribus primitives se rassemblaient pour relater des événements importants puis l’historien de l’apprentissage commentait le récit pour en retirer les leçons.
- Origine

La méthodologie de l'historique formatif ou learning history a été créée en 1994 au MIT's Center for Organizational Learning. Elle est explicitée dans l'article L'expérience comme guide de l'entreprise, écrit par Art Kleiner et George Roth. Art Kleiner est enseignant dans le programme des télécommunications interactives de l'Université de New-York. Il participe à la conception et au développement des historiques formatifs depuis leur création. George Roth est, quant à lui, chercher et maître de conférences à la Sloan School of Management du MIT et directeur général de la Ford/MIT Collaboration. Son thème d'étude actuel est les différents moyens d'apprentissage dans les entreprises.
- Contenu

L’historique formatif est disposé en deux colonnes :
La partie droite contient les épisodes importants qui sont relatés par les acteurs qui y ont participé, subi les conséquences et les ont observés de près, qu’ils soient à l’intérieur de l’entreprise c.à.d. des cadres, ouvriers, secrétaires… ou des acteurs externes (clients, fournisseurs, rédacteurs publicitaires…). Chaque acteur doit être cité et identifié seulement par sa fonction (l’anonymat).
La partie gauche contient les analyses et les commentaires des historiens de l’apprentissage.L’équipe des historiens est constituée d’intervenants extérieurs (consultants, universitaires spécialisés dans l’apprentissage collectif) et de collaborateurs internes (direction des ressources humaines, service des méthodes d’organisation). Ce travail consiste à analyser le récit de la partie droite pour signaler les thèmes récurrents, poser les questions, et soulever les problèmes implicites.
Après la rédaction de l’historique, il sert de base aux discussions de groupe menées par des collaborateurs susceptibles d’en profiter. L’historique formatif est tout autant un processus qu’un produit.
- Effets positifs

L’outil a plusieurs effets positifs sur l’organisation :
- Cet outil permet d’instaurer un climat de confiance, plus la confiance se développe, plus elle crée un environnement propice à l’apprentissage surtout collectif, car celui-ci dépend de la mise en commun des idées.
- Les historiques formatifs présentent les avantages de poser des questions dont les gens aimeraient discuter mais qu’ils n’ont pas eu le courage d’aborder ouvertement (l’anonymat facilite la liberté d’expression).
- Les historiques ont fait leurs preuves comme moyen de transférer des connaissances d’une partie de l’entreprise à l’autre.
- Les historiques d’apprentissage aident à constituer un ensemble généralisable de connaissances sur l’art de diriger, sur les méthodes fructueuses et les méthodes stériles.Ils pourraient un jour figurer dans bon nombre de traités et de livres de cours utilisés dans les écoles et même être une source d’inspiration pour les chercheurs.

Cet outil est en train de dépasser le stade expérimental, mais comme il est relativement récent, il faut encore attendre quelques années et revisiter les entreprises ayant l’utilisé pour évaluer son efficacité.
- Construction

Pour la construction d’un historique formatif, les étapes nécessaires sont :
- chaque historique commence par un titre stimulant qui donne au lecteur un rôle intellectuellement actif ;
- chaque tableau commence par un prologue ;
- dans la colonne droite, le participant raconte sa version de l’histoire. Les citations choisies sont celles qui donnent une impulsion dramatique au récit et qui portent un regard utile sur l’épisode ;
- la colonne gauche fournit les commentaires, les questions et les interprétations des histoires ;
- il faut interroger tous les acteurs qui ont un effet sur l’épisode ;
- rendre explicites les divergences implicites et les transformer en points de départ de discussions fructueuses ;
- permettre au lecteur d’accéder à une vue d’ensemble, d’entrevoir la possibilité d’en tirer des leçons de portée générale.

### À l'échelle mondiale
Au-delà des outils de gestion des connaissances utilisés à l'échelle d'une organisation, ou d'une communauté, on a récemment vu naître des outils de gestion des connaissances à l'échelle mondiale. Ceci notamment avec l'utilisation de plus en plus massive des réseaux sociaux tels que Twitter, ou autres. C'est de la gestion des connaissances sociale et à très grande échelle. Il s'agit là d'une nouvelle manière d'accéder et de diffuser des flots d'information. Dans la mesure où ces flots d'information peuvent être filtrés, classés et ordonnés par les utilisateurs, on peut parler de Twitter comme d'un outil de gestion des connaissances. La bonne gestion des données et informations véhiculées au travers de cette plateforme qu'est Twitter, demande, de la part de l'utilisateur, une connaissance des différentes fonctionnalités et subtilités de Twitter. On peut facilement accéder à la connaissance de ces spécificités, d'autant plus qu'il existe un nombre assez important de tutoriels, au sein même de Twitter, formant à la bonne gestion des informations de la twittosphère. Enfin, comme tout bon outil de KM, Twitter permet aussi de stocker des informations.
Twitter est maintenant perçu par beaucoup comme un outil de knowledge management social dans la mesure où il est fait pour et par des individus de tous horizons, un peu sur le même principe que Wikipédia.
Le début des années 2010 a vu l'émergence d'une nouvelle forme de stockage des données avec le cloud computing. Ces nouveaux outils permettent de faire tomber de nombreuses barrières techniques en proposant des outils clés en main. De plus l'outil de gestion des connaissances choisi est désormais accessible depuis n'importe quel lieu et plateforme informatique reliée à internet.
Des outils comme Google Documents, SkyDrive, Dropbox ou Alfresco online permettent ainsi le partage de fichiers et/ou la modification en commun de ces fichiers. Les plus complets d'entre eux permettent même de garder en mémoire les différentes versions d'un même document de façon a conserver une traçabilité des modifications.

#### Wikipédia
L'appréhension des outils de gestion de connaissances passe par la compréhension du fonctionnement de ces outils. Wikipédia, en tant que plateforme regroupant les contributions de tout utilisateur, est un parangon de la problématique de centralisation des connaissances.

#### MOOC
Un MOOC (Massive Open Online Course) est un cours en ligne visant la participation interactive à grande échelle et le libre accès via le web. Les MOOC ont pris ces trois dernières années un essor fulgurant. Basés sur le partage des cours en ligne, les MOOC ont dépassé énormément les chiffres des universités en ciblant plusieurs catégories d’apprenants, les participants aux cours, enseignants et élèves, sont dispersés géographiquement et communiquent uniquement par Internet.
En assurant une facilité d’accès et en éliminant les contraintes de temps, les MOOC sont aujourd’hui parmi les outils les plus révolutionnaires en termes de partage de connaissances, le succès de ces derniers a changé la façon d’aborder l’apprentissage, les académiciens ont aujourd’hui de nouvelles idées concernant les modes d’apprentissage et les motivations des étudiants.
Les chiffres récoltés sur les plateformes de MOOC montrent clairement la dimension massive de ces formations, par exemple : la plateforme Coursera a dépassé 6 millions inscrits en début de janvier 2014, Le plus grand MOOC à ce jour a regroupé 300 000 inscrits à son démarrage.
En France, le MOOC ABC Gestion de projet de l’école Centrale de Lille, a dépassé pour sa deuxième session de 16 septembre 2013 les 10 000 inscriptions, une troisième session est ouverte au recrutement le 10 mars 2014.

### Exemple de logiciels

#### Alfresco
Alfresco est une plateforme de collaboration et de gestion des contenus critiques de l'entreprise. Elle facilite la gestion des processus à gros volumes de documents et permet de collaborer en toute sécurité. Les entreprises peuvent ainsi répondre parfaitement aux besoins de leurs clients et s’adapter rapidement aux évolutions du marché. Chaque jour, près de 7 millions de professionnels dans plus de 180 pays utilisent Alfresco pour gérer 4 milliards de documents, fichiers et processus, derrière le pare-feu, dans le cloud ou encore sur leurs appareils mobiles.

#### WebShare
WebShare est un projet open source écrit en Ajax/PHP conçu pour gérer et administrer des fichiers hébergés sur un ou plusieurs serveurs FTP depuis un simple navigateur web. Se présentant comme un explorateur classique, et ne nécessitant pas de configuration complexe, Webshare se met à la portée de tous les utilisateurs qui pourront retrouver tous les éléments auxquels ils sont habitués : les documents sous forme d’icônes, l’arborescence et le menu contextuel permettant d’effectuer les actions courantes, ce, en toute convivialité dans une interface skinnable et multilingue. De son côté, l’administrateur pourra définir précisément les droits et les accès aux partages pour chaque compte utilisateur.

#### OpenGoo
OpenGoo est une suite bureautique en ligne. L’application peut être téléchargée et installée sur son propre serveur (support tout type AMP). Les caractéristiques principales incluent entre autres la gestion documentaire, la bureautique (traitement de texte, tableur (en projet), présentation), les contacts, les e-mail, la gestion de projet, la gestion des taches, un calendrier partageable, etc. OpenGoo peut aussi être vue comme une suite collaborative et comme un gestionnaire d’informations personnelles. Ce logiciel supporte plusieurs langues dont le français.

#### Epiware
Epiware est un portail collaboratif qui permet à plusieurs utilisateurs de partager des documents, mais aussi de gérer des projets en ligne en distribuant des droits à chacun d'entre eux. En haut de l'échelle, le module " Root manager " est chargé de l'administration du portail : il crée les différents projets et associe un administrateur pour chacun d'entre eux.

#### Evernote
Evernote est un logiciel qui permet de capter des informations, sous forme de notes, images, vidéos, ou pages web. Il est utilisable dans plusieurs environnements, avec de nombreux appareils et/ou plateformes différentes. Une « note » peut être un texte mis en forme, une page web (entière ou un extrait), une photo, un mémo vocal ou une note manuscrite et peut également inclure des pièces jointes. Les notes peuvent être triées dans des carnets de notes, être taguées, annotées, éditées, commentées et retrouvées via un module de recherche. Il est publié par l'entreprise éponyme1. Le logiciel propose le même genre de fonctionnalités que son concurrent OneNote qui est l'un des logiciels de la suite Office.